# Hecelchakán
 (décembre 2013).
Hecelchakán (du maya yucatèque je'elel, repos, et chakan, savanne) est une ville de l'État mexicain de Campeche. Elle est le siège de la municipalité d'Hecelchakán. Elle se situe à environ 70 km au nord de la capitale de l'État, Campeche. La municipalité s'étend sur une surface de 1 331,99 km2, à une altitude de 15 m. Selon le recensement de 2010, la population de la ville s'élevait alors à 10 285 habitants, et celle de la municipalité à 28 306.